# Papper
Papper est une île de la commune de Hvaler, dans le comté d'Østfold en Norvège. 

## Description
L'île de 2,1 km2 se trouve dans l'Oslofjord extérieur, la plus au nord-ouest de l'archipel de Hvaler. Elle est reliée à Vesterøy par un pont.

## Aire protégée
Papper fait partie du parc national d'Ytre Hvaler.